# Centro trasmittente del Monte Calisio

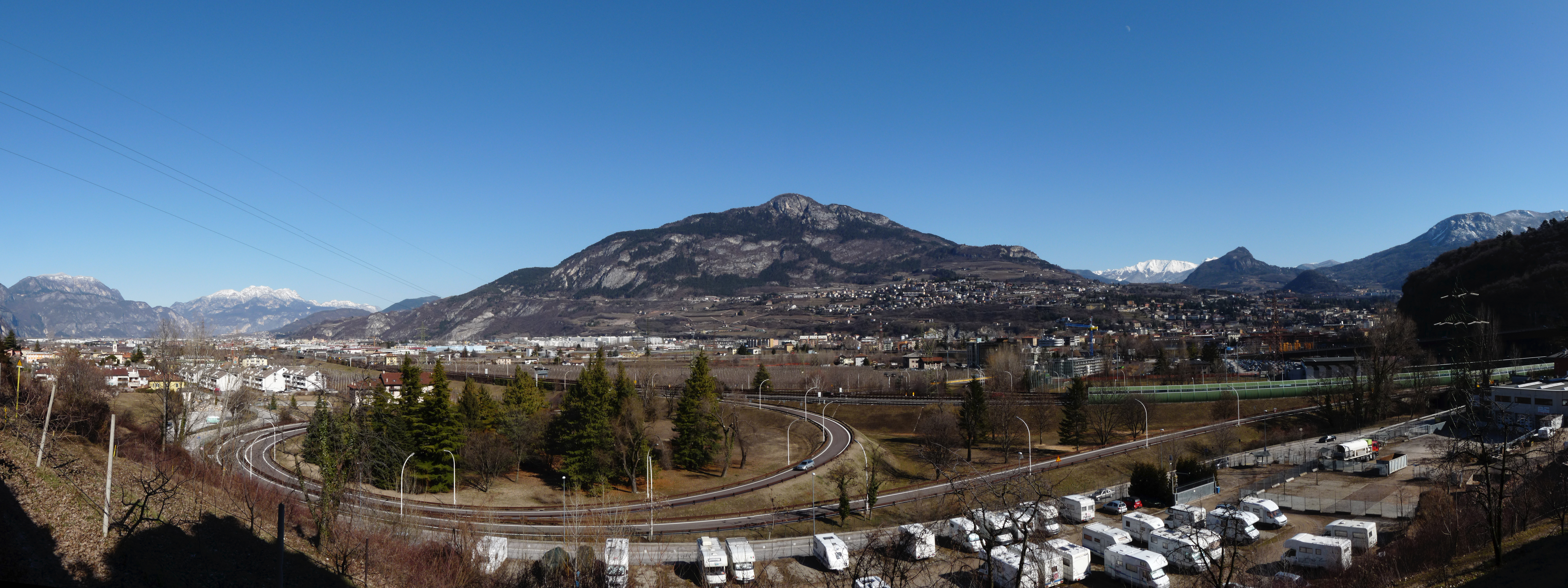
Monte Calisio visto da Vela (Trento)

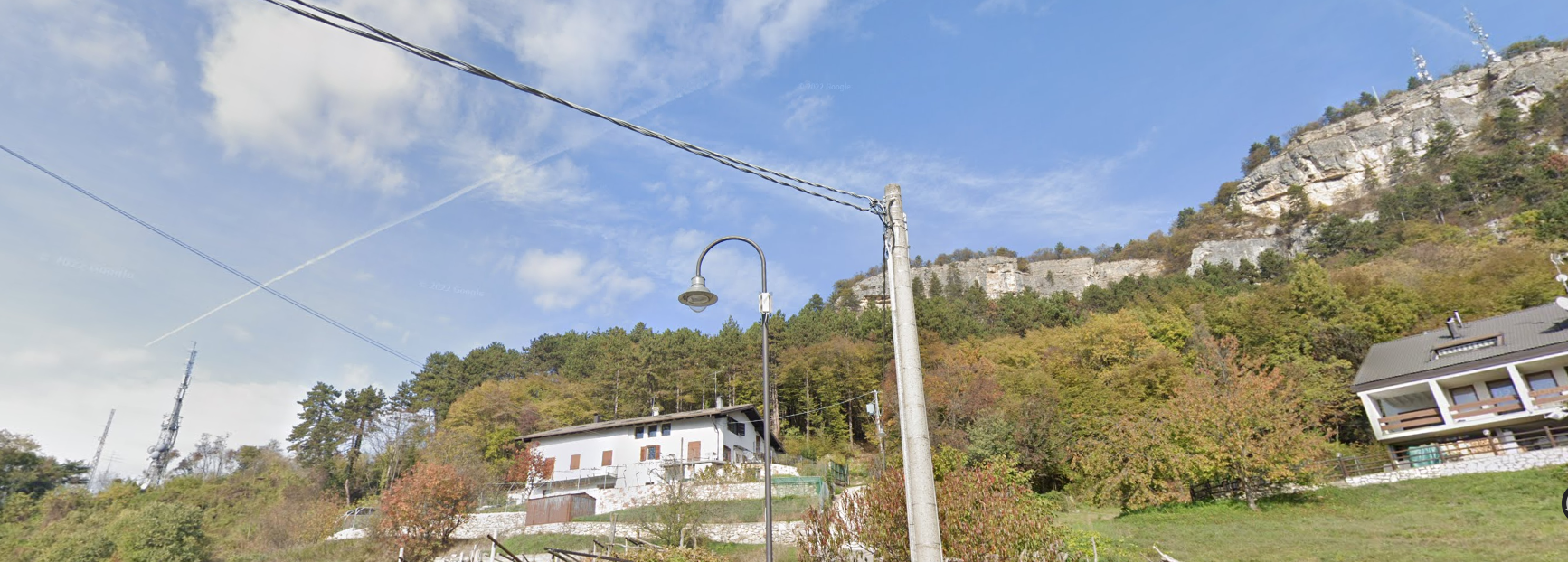
Foto da vicino dei 2 punti trasmettenti del Monte Calisio

Il centro trasmittente del Monte Calisio è una postazione radiotrasmittente del Trentino-Alto Adige, più precisamente nella provincia autonoma di Trento, posto sul Monte Calisio.
Si divide in 2 parti diverse, un punto di trasmissione è posto su un rilievo tondeggiante denominato "Calmuz" situato nella parte est di Trento appartenente al Monte Calisio, mentre l'altro si trova in località Moià di Cognola in basso rispetto all'altro. Entrambi ospitano numerosi impianti di trasmissione telefonica e radiofonica in frequenze FM.

## Trasmettitori sul Monte Ca‌lisio - Ca‌lmuz

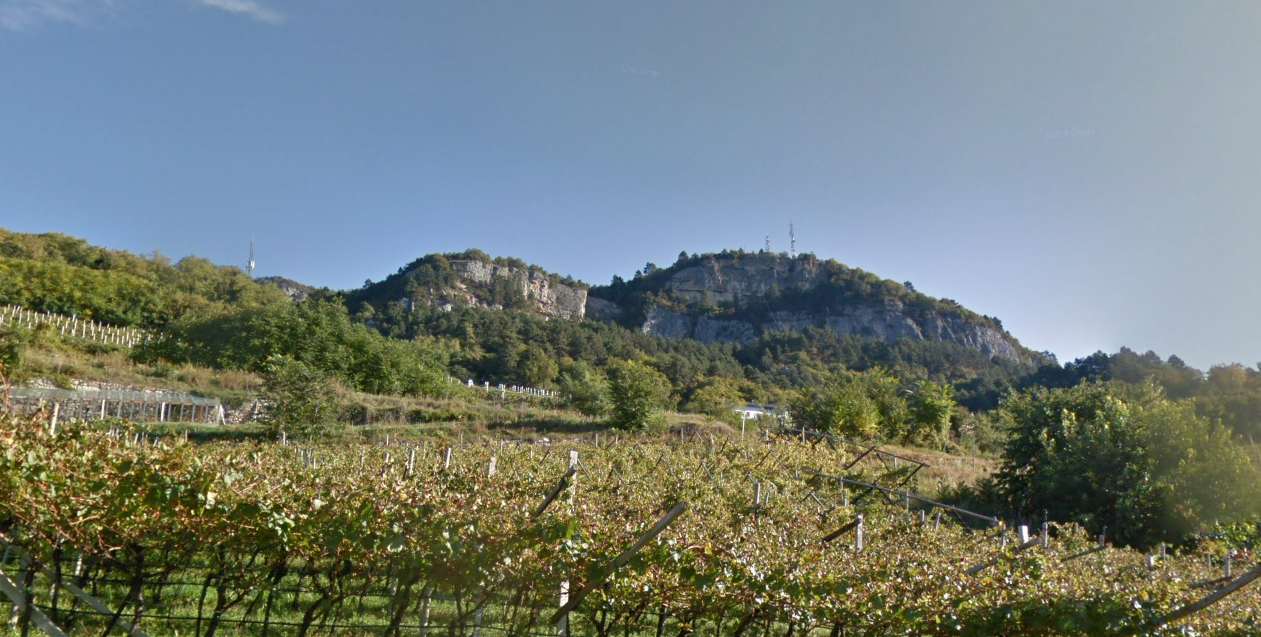
Foto scattata da località Moià ai trasmettitori del Monte Calisio

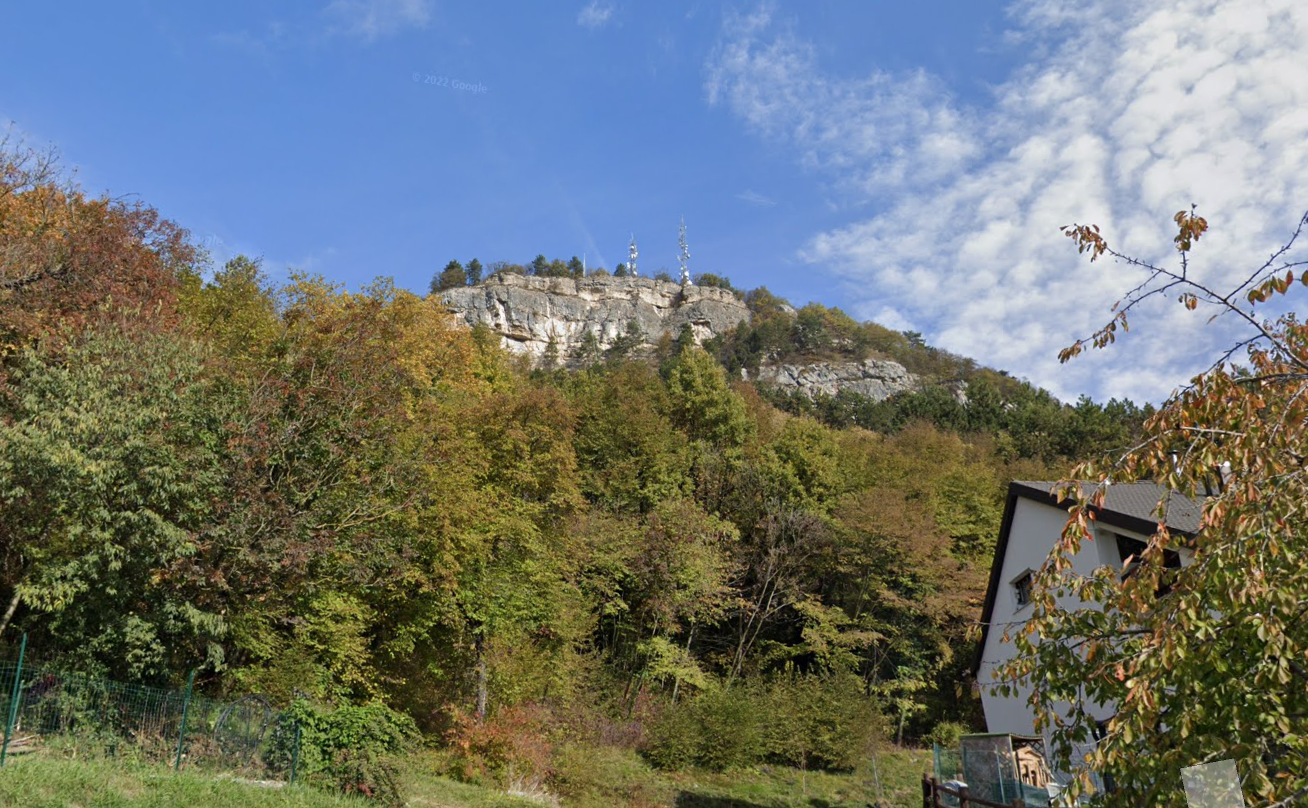
Trasmettitori del Monte Calisio - Calmuz

Posti nel comune di Trento in una posizione strategica a cavallo tra la Valle dell'Adige e la Valsugana, con un'altezza 700 m s.l.m., si trovano dei trasmettitori di natura radiofonica e telefonica.
Emissioni radiofoniche (Radio FM):
- 87,80 MHz - RTT La Radio
- 92,40 MHz - Radio Studio Più
- 96,30 MHz - Radio Rete Regione NBC - Info A22
- 97,80 MHz - Radio Sempreviva
- 98,00 MHz - RDS
- 98,90 MHz - Radio Zeta
- 99,20 MHz - Radio Dolomiti
- 104,00 MHz - Radio Maria
- 104,70 MHz - Radio m2o
- 105,30 MHz - Funky Radio
- 105,50 MHz - Radio Onda d'Urto
- 106,80 MHz - Rai GR Parlamento
- 107,20 MHz - Radio Radicale

## Trasmettitori sul Monte Ca‌lisio - Moià/Cognola

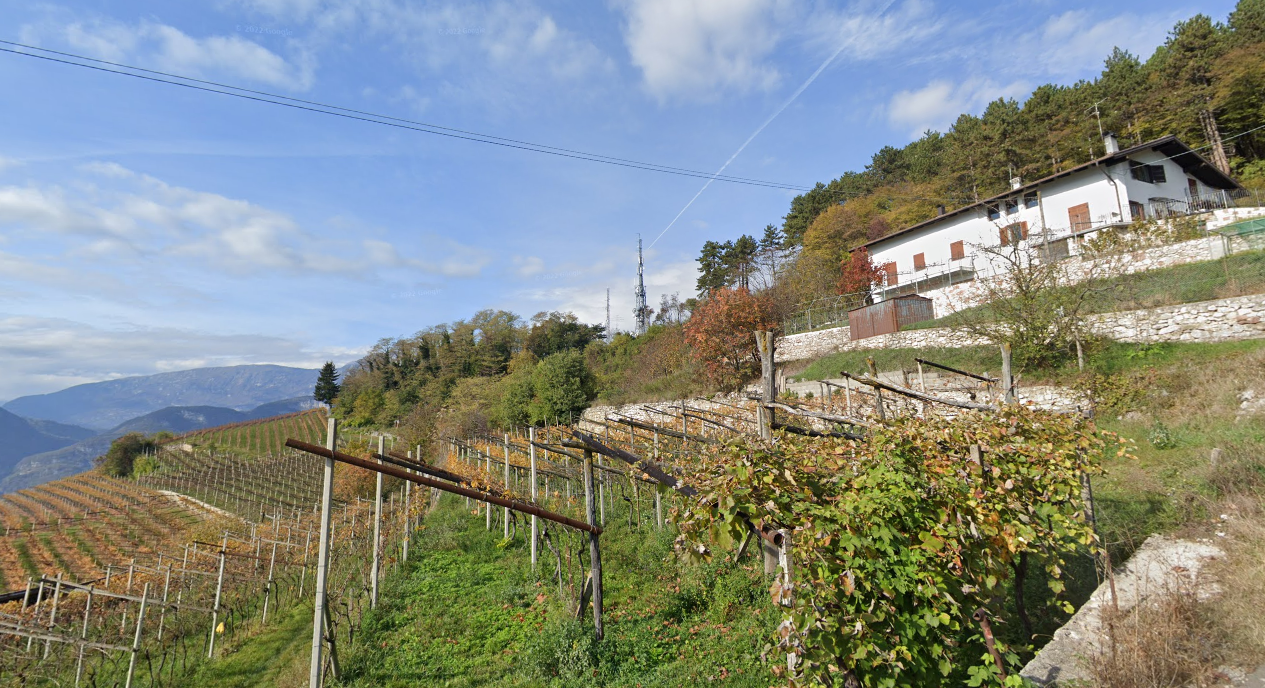
Trasmettitori del Monte Calisio - Cognola

Posti nel comune di Trento in una posizione strategica a cavallo tra la Valle dell'Adige e la Valsugana, con un'altezza 600 m s.l.m. poco sotto i trasmettitori del Calisio - Calmuz, si trovano dei trasmettitori di natura radiofonica e telefonica.
Emissioni radiofoniche (Radio FM):
- 91,50 MHz - Radio Stella FM
- 91,70 MHz - Radio Viva FM
- 101,70 MHz - Radio Stereocittà
- 105,70 MHz - Radio 24

## Copertura

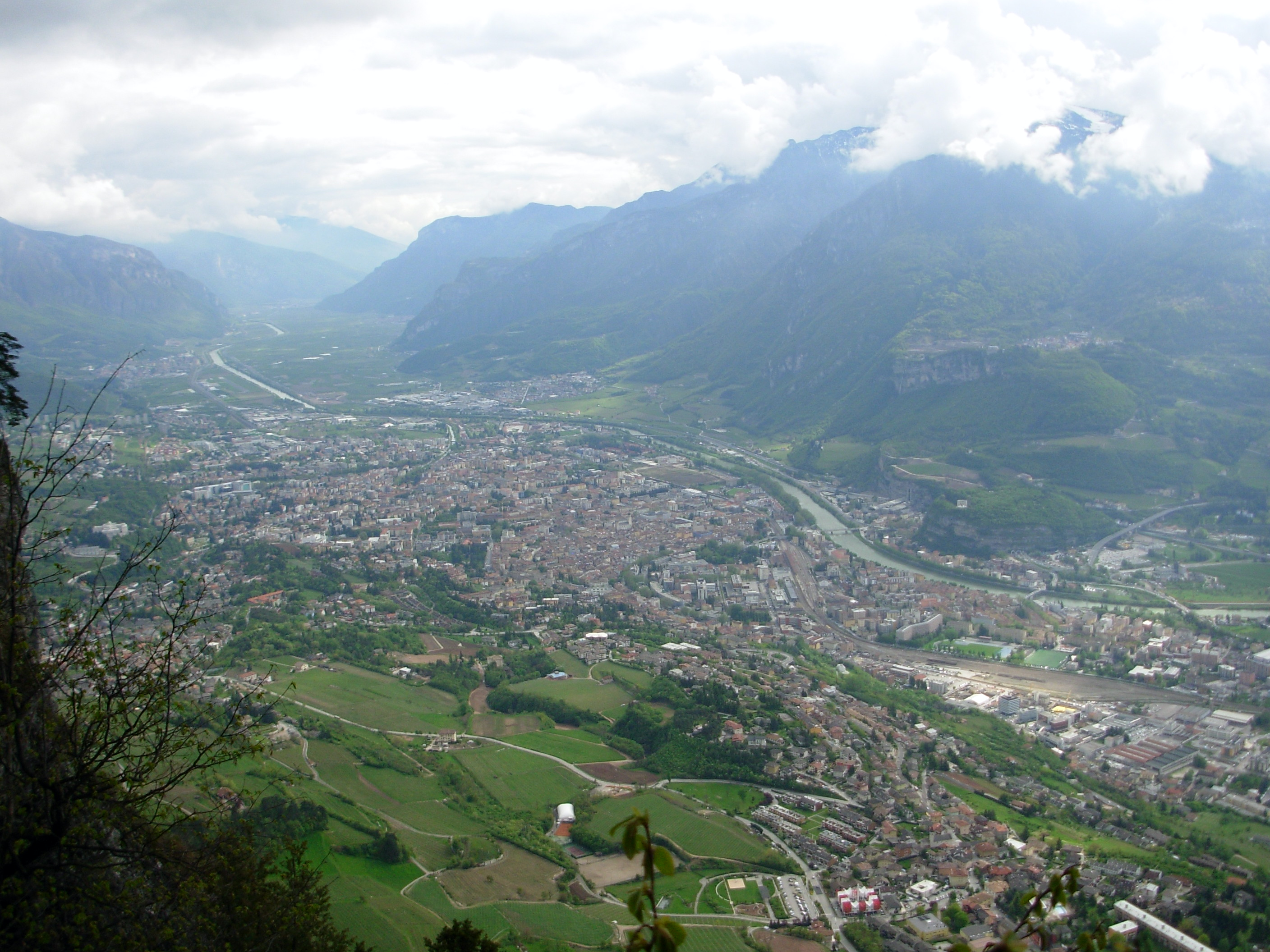
Trento vista dal Monte Calisio

Il centro di trasmissione è sicuramente uno dei più importanti del Trentino i cui segnali radio coprono la Valle dell'Adige, la Valsugana settentrionale, parte della Vallagarina, l'Altopiano di Folgaria, l'Altopiano di Pinè e in modo abbastanza buono anche altre zone limitrofe alla capitale.
Per illuminare le zone che rimangono in ombra alle sue emissioni vengono utilizzati molti altri ripetitori, come ad esempio i più importanti sono il centro trasmittente della Paganella per gran parte della provincia di Trento, il centro trasmittente della Cima Panarotta per la Valsugana e Folgaria, il centro trasmittente del Monte Bondone per la Valle dell'Adige e gran parte dell'Altopiano della Vigolana, il centro trasmittente del Monte Finonchio per Rovereto e la parte nord della Vallagarina ed il centro trasmittente della Malga Riondera per Ala - Avio.